# Пищин (Великопольське воєводство)
Пищин (пол. Pyszczyn) — село в Польщі, у гміні Ґнезно Гнезненського повіту Великопольського воєводства.
Населення — 153 особи (2011).
У 1975-1998 роках село належало до Познанського воєводства.

## Демографія
Демографічна структура станом на 31 березня 2011 року:
|          | Загалом | Допрацездатний вік | Працездатний вік | Постпрацездатний вік |
| -------- | ------- | ------------------ | ---------------- | -------------------- |
| Чоловіки | 77      | 16                 | 55               | 6                    |
| Жінки    | 76      | 12                 | 51               | 13                   |
| Разом    | 153     | 28                 | 106              | 19                   |